# Axel Ekwall
Axel Ekwall, född 1 maj 1881 i Hedvig Eleonora församling, Stockholm, död 23 mars 1940 i Hedvig Eleonora församling, var en svensk väg- och vattenbyggnadsingenjör. 
Ekwall utexaminerades från Kungliga Tekniska högskolan 1903, blev överstelöjtnant i Väg- och vattenbyggnadskåren 1923, praktiserade ingenjörsverksamhet vid norra väg- och vattenbyggnadsdistriktet i Sundsvall 1903–05, i Trollhättan 1905–10, arbetschef vid Trollhätte kanals ombyggnad 1911–14 och var överingenjör vid Vattenfallsstyrelsens byggnadsbyrå från 1914.
Ekwall anlitades som sakkunnig i Göteborgs hamnfråga 1917, för Imatra kraftverksfråga 1921, för Saima kanals ombyggnad 1925, reglering av issvårigheter i Glomma 1928 och kraftverksfrågan vid Narvik 1929. Han ordförande i Svenska Teknologföreningens avdelning för väg- och vattenbyggnadskonst 1920–22, blev ledamot av Ingenjörsvetenskapsakademien 1920, ledamot av styrelsen för Statens provningsanstalt 1923 samt var även vice ordförande i Svenska Teknologföreningen. 
Ekwall skrev artiklar i kanal- och kraftverksfrågor, var medarbetare och redaktör för Hansen-boken 1922 och medverkade i Väg- och vattenbyggnadkårens festskrift 1926.